# Liste des guerres de la Macédoine
Cette liste regroupe les guerres et conflits ayant vu la participation de la Macédoine. Voici une légende facilitant la lecture de l'issue des guerres ci-dessous :
- Victoire macédonienne
- Défaite macédonienne
- Autre résultat (par exemple un traité ou une paix sans un résultat clair, un statu quo ante bellum, un résultat inconnu ou indécis)
- Conflit en cours

| Début        | Fin       | Nom du conflit                 | Belligérants                    | Belligérants                  | Lieu      | Issue           |
| Début        | Fin       | Nom du conflit                 | Alliés (y compris la Macédoine) | Ennemis                       | Lieu      | Issue           |
| ------------ | --------- | ------------------------------ | ------------------------------- | ----------------------------- | --------- | --------------- |
| janvier 2001 | août 2001 | Insurrection albanaise de 2001 | Macédoine                       | Armée de libération nationale | Macédoine | Accords d'Ohrid |